# Iberidella
Iberidella là chi thực vật có hoa trong họ Cải.